# Malaika Arora
Malaika Arora  (Thane, Maharashtra, 23 de octubre de 1973) es una actriz, modelo y presentadora de televisión india. También es una bailarina profesional, reconocida por su aparición en las canciones Chaiyya Chaiyya (1998), Gur Naalo Ishq Mitha (1998), Maahi Ve (2002), Kaal Dhamaal (2005) y Munni Badnaam Hui (2010). Se convirtió en productora de cine en 2008 junto a su exesposo Arbaaz Khan. Su compañía Arbaaz Khan Productions ha producido películas como Dabangg (2010) y Dabangg 2 (2012).

## Carrera

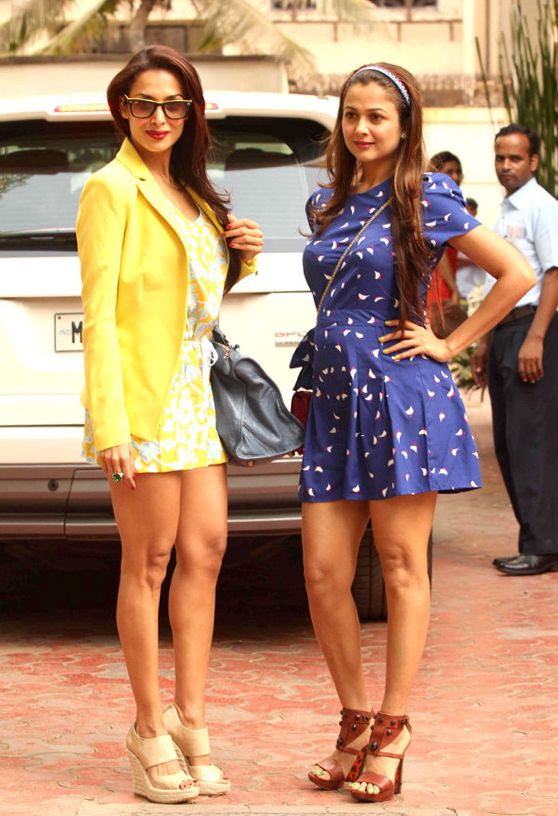
Malaika Arora (izquierda) con su hermana Amrita Arora, 2012.

Malaika fue seleccionada como una de las VJs de MTV para el canal MTV India junto a Cyrus Broacha para presentar los programas Love Line y Style Check. Más tarde se convirtió en modelo, apareciendo en varias campañas publicitarias y en vídeoclips de canciones como "Gur Naalo Ishq Mitha" de Bally Sagoo (junto a Jas Arora) y "Chaiyya Chaiyya", canción usada en la película de Bollywood Dil Se.. de 1998. En la década de 2000 apareció en algunos papeles menores en cine. En 2008 realizó su primera actuación importante en el filme EMI, que fue un fracaso de taquilla.
En 2010 apareció en la canción "Munni Badnaam Hui" en la película Dabangg, producida por Arbaaz Khan. En 2014 la actriz confirmó su presencia en la película de acción dirigida por Farah Khan Happy New Year.
Malaika estuvo casada con el actor y director de Bollywood Arbaaz Khan. El 28 de marzo de 2016 la pareja anunció su separación, que se oficializó el 11 de mayo de 2017.

## Filmografía

### Cine
- 1998: Dil Se..
- 2000: Bichhoo
- 2002: Maa Tujhhe Salaam
- 2002: Kaante
- 2007: Om Shanti Om
- 2008: EMI
- 2009: Helloo India
- 2010: Housefull
- 2010: Dabangg
- 2012: Housefull 2
- 2012: Dabangg 2
- 2014: Happy New Year